# Валденси
Валденсите са протестантска реформирана църква, която е най-вече в Италия. Първоначално са възникнали през средновековието в Южна Франция, но голяма част от френските валденси се преобразуват във френски протестанти, които се наричат „хугеноти“. Църквата в Италия брои днес 27 500 членове. Те са тясно свързани с методистката църква.

## Произход
През втората половина на XII век, и по-късно, валденсите били внушително евангелско движение, чиито мисионери пътували из цяла Европа, разнасяйки ревностно евангелието.
Валденсите твърдели, че са продължители на Христовата църква, каквато била преди отпадането на Рим от апостолската вяра. Обаче папството гледало на валденсите като на носители на нова ерес, съдържаща елементи от учението на катарите и имаща за цел да създава спънки и неприятности на Римската църква.
Съществуват противоречиви мнения за религиозното движение на валденсите.
Някои историци свързват валденсите с името на Петър Валдо, богат лионски търговец (1170 г.), сочейки го за негов основател. Други свързват името им с думата vandois, която означава „жители на долината“. Било им дадено и прозвището „бедняците от Лион“, а някои ги наричали „цървулани“ по вида на обувките, които носили (приличали на цървули).
По-късни проучвания на религиозните движения през Средновековието са установили, че не е правилно валденсите от Северна Италия, известни още с прозвището „ломбардски бедняци“, да бъдат свързвани само с името на Петър Валдо, понеже са съществували още преди раждането на този човек.

## Живот и дейност
В центъра на тяхната проповед стои вяра, която е видна чрез дела. В тази връзка практикували новозаветния идеал за бедност. Любов към ближния и милостиня били особено важни за тях. Специални усилия посветили на библейски преводи на народен език. Валденсите учели цели библейски книги на изуст и така разпространявали евангелието сред хората.
Поради преследванията се оттеглили в отдалечени планински райони, където живеели в комуни напомнящи на ранната християнска църква.

## Учение
Валденсите вярвали в абсолютния авторитет и боговдъхновението на Свещеното писание, в триединството, в спасението чрез вяра в Христос, в благородната мисия за проповядване на Евангелието независимо от забраната. Отричали правото на недостоен духовен служител да раздава Господна вечеря. Били против клетвата и смъртното наказание, отричали съществуването на чистилище. Отхвърляли молитвите за мъртви, обръщането за помощ към светци и почитането на реликви.
От намерено описание, направено от инквизитора Петър през 1398 г., се вижда, че учението на валденсите се заключавало в следното:
„Вярват, че силата и правото за проповядване на Евангелието се получават направо от Бога, а не от папата или католически епископ. Вярват, че са представители на Христовите апостоли. Осъждат Римската църква, защото по времето на папа Силвестър била отпаднала от истината. Твърдят, че светците, включително блажената Дева Мария, в тяхната неописуема радост и заетост не им остава време да мислят за нас; не могат да посредничат за нас и поради това не трябва да ги призоваваме, обожаваме и да им служим. Отхвърлят съществуването на чистилище; отхвърлят ползата от литургията; ползата от молитвите за умрелите; отхвърлят обожаването на реликви, отиването на поклонение (на хаджилък) и прощаването на прегрешения от човеци, които и да са те“.
Официалната църква смятала цитираните учения от вярата на валденсите за заблуди.
Според описанието за „заблудите“ на „ломбардските бедняци“, направено от инквизитора Райнер през 1250 г., валденсите твърдели, че всяка клетва е грях и че властта нямала правото да наказва онези, които се противопоставят на учението на официалната църква. Те наричали Римската църква „църква на престъпници“, „апокалиптичен звяр“ и „блудница“. Според валденсите не било никакъв грях, ако в петък и през велики пости се яде месо, както твърдяла официалната църква, но валденсите правели уговорката да не съблазняват други. Твърдели, че Христовата църква в лицето на нейните епископи и старейшини, до идването на папа Силвестър, била чиста, но после отпаднала от Христос. Признавали, че все пак се срещали и такива, които имали истински страх от Бога и че те ще се спасят, но били единици. Казвали и това, че децата получавали спасение без кръщение.
Валденсите практикували изповед с хората, които търсели утеха и съвет. Техните проповедници не казвали както католическите: „Аз те освобождавам“ (развързвам), а „Нека Бог те освободи от греховете ти.“ Валденсите не празнували празниците на Римската църква, освен неделята, която смятали за четвърта Божия заповед. Останалите празници наричали „човешки изобретения“, с изключение на Рождество Христово, Възкресение, Възнесение и Светия Дух. Между валденсите имало и такива, които празнували съботата: били наричани „пасажири“, „валденски братя“, „чешки братя“ или „пикардисти“.

## Мото
Lux lucet in tenebris (от лат. „светлина грее в тъмнината“)